# Gopo 2014
Gopo 2014 a fost festivitatea de premiere a celor mai reușite prestații din industria cinematografică românească care acoperă toate filmele difuzate între 1 ianuarie și 31 decembrie 2013. Festivitatea a avut loc pe data de 24 martie 2014 iar gazdele festivității au fost Amalia Enache și Radu Iacoban.

## Nominalizări și câștigători
| Cel mai bun film | Cel mai bun regizor |
| --- | --- |
| - Poziția copilului – Călin Peter Netzer, Ada Solomon (Parada Film) - Câinele japonez – Tudor Giurgiu (Libra Film Productions) - Când se lasă seara peste București sau Metabolism – Marcela Ursu, Sylvie Pialat (42 KM Film, Les Films du Worso) - La limita de jos a cerului – Alexandru Teodorescu (Saga Film) - Rocker – Anca Puiu (Mandragora) | - Călin Peter Netzer – Poziția copilului - Tudor Cristian Jurgiu – Câinele japonez - Corneliu Porumboiu – Când se lasă seara peste București sau Metabolism - Igor Cobileanski – La limita de jos a cerului - Marian Crișan – Rocker |
| Cel mai bun actor | Cea mai bună actriță |
| - Victor Rebengiuc – Câinele japonez pentru rolul Costache - Adrian Titieni – Domestic pentru rolul domnul Lazăr - Gheorghe Ifrim – Domestic pentru rolul domnul Mihăeș - Igor Babiac – La limita de jos a cerului pentru rolul Viorel - Dan Chiorean – Rocker pentru rolul Victor | - Luminița Gheorghiu – Poziția copilului pentru rolul Cornelia - Diana Avrămuț – Când se lasă seara peste București sau Metabolism pentru rolul Alina - Ioana Flora – Deja vu pentru rolul Tania - Ioana Anastasia Anton – Domnișoara Christina pentru rolul Sanda - Ana Ularu – O vară foarte instabilă pentru rolul Maria                                                                                       |
| Cel mai bun actor în rol secundar | Cea mai bună actriță în rol secundar |
| - Vlad Ivanov – Poziția copilului pentru rolul Dinu Laurențiu - Șerban Pavlu – Câinele japonez pentru rolul Ticu - Igor Caraș-Romanov – La limita de jos a cerului pentru rolul Vivi - Sergiu Voloc – La limita de jos a cerului pentru rolul Gâscă - Alin State – Rocker pentru rolul Dinte | - Ilinca Goia – Poziția copilului pentru rolul Carmen - Mihaela Sîrbu – Când se lasă seara peste București sau Metabolism pentru rolul Magda - Clara Vodă – Domestic pentru rolul doamna Lazăr - Ela Ionescu – La limita de jos a cerului pentru rolul Maria - Valeria Seciu – Roxanne pentru rolul mama lui Tavi                                                                                                 |
| Cel mai bun scenariu | Cea mai bună imagine |
| - Răzvan Rădulescu, Călin Peter Netzer – Poziția copilului - Corneliu Porumboiu – Când se lasă seara peste București sau Metabolism - Adrian Sitaru – Domestic - Corneliu Porumboiu, Igor Cobileanski – La limita de jos a cerului - Marian Crișan – Rocker | - Oleg Mutu – La limita de jos a cerului - Andrei Butică – Câinele japonez - Adrian Silișteanu – Domestic - Tudor Mircea – Rocker - Vivi Drăgan Vasile – Sunt o babă comunistă |
| Cel mai bun montaj | Cel mai bun sunet |
| - Dana Lucreția Bunescu – Poziția copilului - Andrei Gorgan, Adrian Sitaru – Domestic - Eugen Kelemen, Cristina Ionescu – La limita de jos a cerului - Ion Ioachim Stroe – O vară foarte instabilă - Tudor Pojoni – Rocker | - Cristian Tarnovetchi, Dana Lucreția Bunescu, Cristinel Șirli – Poziția copilului - Vlad Voinescu, Filip Mureșan – Câinele japonez - Alexandru Dragomir, Sebastian Zsemlye, Thierry Delor – Când se lasă seara peste București sau Metabolism - Gabor Balazs, Tamaș Zanyi – Domestic - Mihai Bogoș, Kai Tebbel, Olaf Mehl – Rocker                                                                               |
| Cea mai bună muzică originală | Gopo pentru cele mai bune decoruri |
| - Jon Wygens – Domnișoara Christina - Sorin Romanescu – Afacerea Tănase - Sebastian Zsemlye, Adrian Sitaru – Domestic - Nathan Larson – O vară foarte instabilă - Vasile Șirli – Sunt o babă comunistă | - Cristian Niculescu – Domestic - Cezara Armașu – Câinele japonez - Mihaela Poenaru – Când se lasă seara peste București sau Metabolism - Adrian Suruceanu – La limita de jos a cerului - Alexandra Alma Ungureanu – Rocker |
| Cele mai bune costume | Cel mai bun machiaj și cea mai bună coafură |
| - Maria Miu – Domnișoara Christina - Mălina Ionescu – Domestic - Lilia Ixari – La limita de jos a cerului - Irina Marinescu – Poziția copilului - Alexandra Alma Ungureanu – Rocker | - Cristina Temelie, Nastasia Mateiu – Domnișoara Christina - Dana Roșanu – Domestic - Ina Lucichina, Micola Ponomarenco – La limita de jos a cerului - Dana Roșeanu, Domnica Sava – Poziția copilului - Dana Roșeanu, Nina Ioniță – Sunt o babă comunistă |
| Cel mai bun film documentar | Cel mai bun film de scurt metraj |
| - Experimentul București – producător: Tom Wilson, regia: Tom Wilson - Afacerea Tănase – producător: Tudor Giurgiu (Libra Film Productions), regia: Ionuț Teianu - Anul Dragonului – producător: Monica Lăzurean Gorgan, Aurelian Nica, Gabriela Ceuță regia: Iulian Manuel Ghervas, Adina Popescu - City Tour – producător: Sorin Botoșeneanu, regia: Laura Căpățână Juller - Gone Wild – producător: George Bucur, Ton Okkerse, regia: Andrei Nicolae Teodorescu - Exploratorul – producător: Vivi Drăgan Vasile (Fundația Arte Vizuale), regia: Titus Muntean, Gabor Xantus | - O umbră de nor – producător: Ada Solomon, regia: Radu Jude - Brigada neagră – producător: Andrei Nicolae Teodorescu, Silviu Florin Ionescu, regia: Andrei Nicolae Teodorescu - Idle – producător: Anca Vlăsceanu, Daniel Drăghici, regia: Raia Al Souliman - Mâine, Bach... – producător: Eugen Matei Lumezianu, Eduard Haris, regia: Dorian Boguță - Treizeci – producător: Gabi Suciu, regia: Victor Dragomir |
| Gopo pentru debut regizoral | Gopo pentru tânără speranță |
| - La limita de jos a cerului – regia: Igor Cobileanski - Câinele japonez – regia: Tudor Cristian Jurgiu - Love Building – regia: Iulia Rugină - Lupu – regia: Bogdan Mustață - Roxanne – regia: Vali Hotea | - Tudor Panduru – pentru imaginea filmului "Brigada neagră" - Andrei Nicolae Teodorescu – pentru regia filmului "City Tour" - Ionuț Nicolae – pentru rolul Cristi din filmul "Rocker" - Ioan Filip – pentru sunetul filmului "Treizeci" - Gabi Suciu – pentru producția filmului "Treizeci" |
| Gopo pentru cel mai bun film european | Gopo pentru premiul publicului |
| - Amour – regia: Michael Haneke - Hannah Arendt – regia: Margarethe von Trotta - Kapringen – regia: Tobias Lindholm - La vie d´Adele – regia: Abdellatif Kechiche - The Hunt – regia: Thomas Vinterberg | - Poziția copilului – Călin Peter Netzer |
| Gopo pentru întreaga activitate | Gopo pentru întreaga carieră |
| - Nicolae Mărgineanu | - Radu Beligan |